# Miłogost Reczek
Miłogost Reczek (ur. 10 lutego 1961 we Wrocławiu, zm. 14 grudnia 2021) – polski aktor i lektor.

## Życiorys

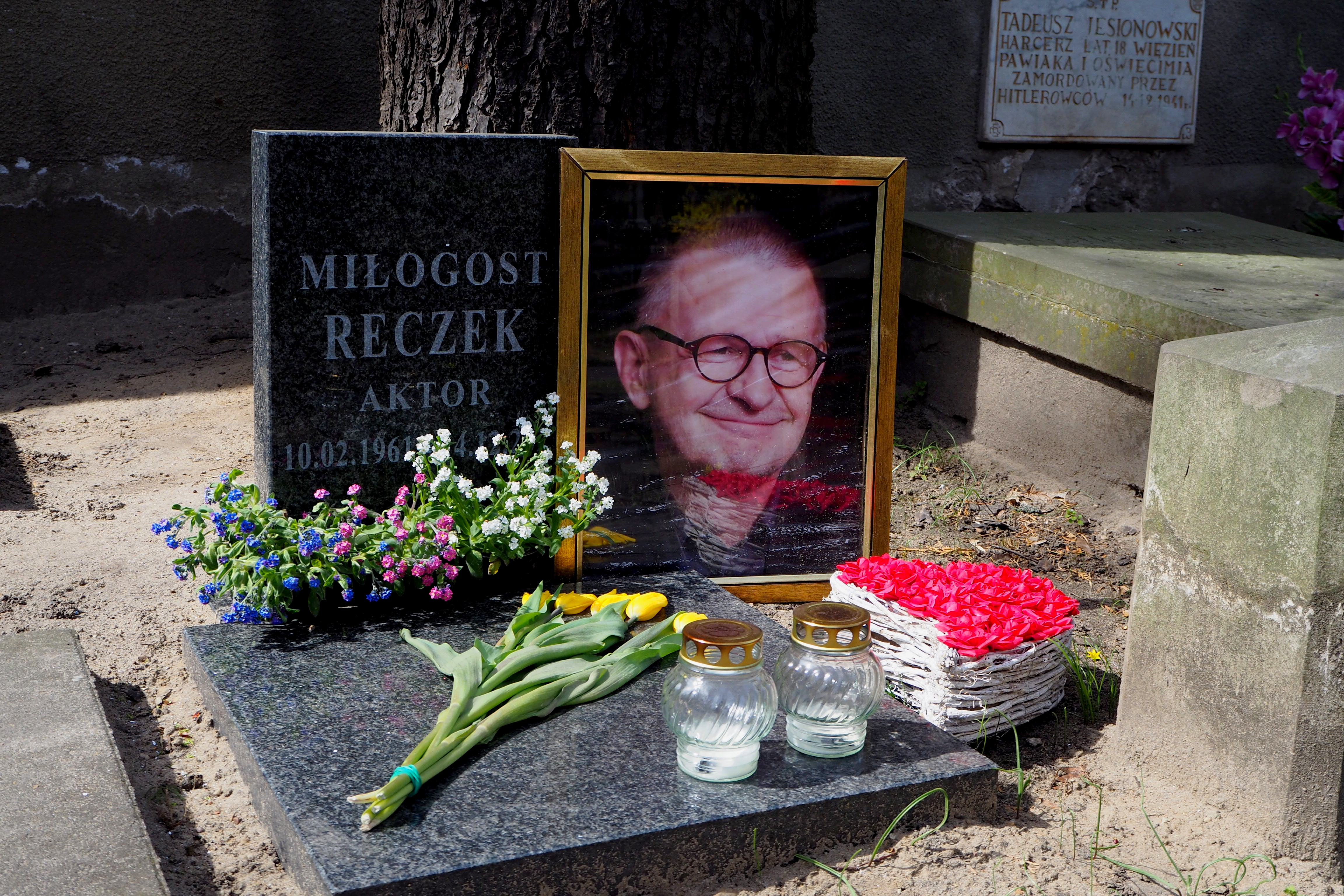
Grób aktora Miłogosta Reczka na cmentarzu ewangelicko-augsburskim przy ul. Młynarskiej w Warszawie

Absolwent XII Liceum Ogólnokształcącego im. Bolesława Chrobrego we Wrocławiu. W 1984 ukończył studia na Wydziale Aktorskim wrocławskiej filii PWST w Krakowie. Na scenie zadebiutował rolą Gila w spektaklu Parady W. Potockiego, w reż. Jacka Bunscha w Teatrze Polskim we Wrocławiu w 1984, w którym występował do 2004. W latach 2004–2013 aktor Teatru Dramatycznego w Warszawie. Występował także w Teatrze Scena Prezentacje (2011), Teatrze Rozmaitości (2012), Teatrze Kamienica (2013), Teatrze 6. Piętro (2015), Teatrze Studio (2015). Od 1985 roku pracował jako lektor.
Był autorem sztuk Chiny (prapremiera w Teatrze Polskim we Wrocławiu, na scenie Kameralnej) i Korkociąg (wystawionej w Teatrze im. Stefana Jaracza w Olsztynie pod oryginalnym tytułem Wesoło w marcu 2007).
Był synem językoznawcy Stefana Reczka.
Od 2018 chorował na szpiczaka mnogiego.
Zmarł 14 grudnia 2021. 30 grudnia 2021 został pochowany na cmentarzu ewangelicko-augsburskim w Warszawie.
W 2020 roku Miłogost Reczek użyczył głosu postaci Viktora Vectora na potrzeby gry Cyberpunk 2077. 26 września 2023 roku, już po śmierci aktora, miała miejsce premiera dodatku do gry zatytułowanego Widmo wolności. Twórcy gry nie chcąc zmieniać aktora głosowego przypisanego do postaci, za zgodą rodziny Reczka odtworzyli jego głos przy pomocy sztucznej inteligencji.

## Odznaczenia
- Srebrny Krzyż Zasługi (5 lipca 2004)[5].

## Filmografia
- 2020: Erotica 2022 – sprzedawca
- 2020: Osiecka – Zygmunt (odc. 4)
- 2017: Amok – technik obsługujący wariograf
- 2016: Artyści – dyrektor Wydziału Kultury Urzędu Miejskiego (odc. 1–8)
- 2014: Lekarze – Stanisław Malicki (odc. 44)
- 2013: Głęboka woda – Arek (odc. 20, 22)
- 2012: Piąty Stadion – Marek (odc. 29)
- 2012: Ojciec Mateusz – antykwariusz Kazimierz Arkuszewski (odc. 103)
- 2012: Prawo Agaty – Jerzy Michalak (odc. 15)
- 2012: Ranczo – poseł Mazur (odc. 74, 78)
- 2010: Ratownicy – komendant, dowódca Olgi (odc. 2, 8, 10)
- 2009: Generał Nil – Zygmunt „Walter” Janke
- 2008: Glina – dozorca (odc. 20)
- 2008: Doręczyciel – taksówkarz (odc. 8)
- 2006–2007: Dwie strony medalu – Czesław Rybicki
- 2005: Pitbull – policjant grający hejnał na trąbce (odc. 2)
- 2005: Kryminalni – Robert Jarosz (odc. 29)
- 2005: Egzamin z życia – prawnik Krzysztof (odc. 9, 11, 18, 36-37, 38, 42)
- 2005: Pensjonat pod Różą – Andrzej Więch, ojciec Karoliny (odc. 86, 87)
- 2005: Na dobre i na złe – Karol, ojciec Misi (odc. 237)
- 2005: Złotopolscy – Krystian Ordyński, były mąż Małgorzaty (odc. 672, 678)
- 2004: Pierwsza miłość – redaktor naczelny gazety „Życie Miasta” Zawadzki
- 2003: Fala zbrodni – Filip Kos (odc. 6)
- 2002–2012: Świat według Kiepskich –
  - mężczyzna (głos, odc. 135),
  - redaktor #2 (odc. 151),
  - spiker radiowy (głos, odc. 162),
  - redaktor programu sportowego (odc. 169),
  - doktor (odc. 172),
  - redaktor (odc. 386),
  - doktor (odc. 403)
- 2002–2009: Samo życie – Drudziński
- 2001: Jutro będzie niebo – policjant w radiu (głos)
- 1998–1999: Życie jak poker – prokurator Ryszard Graczyk
- 1996: Niemcy – oficer gestapo
- 1993: Obcy musi fruwać – Jasio
- 1993: Magneto – Bronisław
- 1990: Ballada o człowieku spokojnym – żołnierz Bartek
- 1989: Światło odbite – członek redakcji
- 1989: Konsul – adwokat Wiśniaka
- 1989: Gdańsk 39 – bokser Herman
- 1988–1991: Pogranicze w ogniu – oficer Abwehry Voraczek
- 1985: Przez dotyk – lekarz

## Polski dubbing
- 2023: Cyberpunk 2077 – Widmo wolności – Viktor[a].
- 2020– 2021:  Przygody misia Paddingtona – Paddington
- 2020: Cyberpunk 2077 – Viktor
- 2019: Pachamama – Szaman
- 2019: Rodzina od zaraz
- 2019: Kapitan Marvel – Talos
- 2019: Jak wytresować smoka 3 – Stoick
- 2019: Mia i biały lew
- 2019: O psie, który wrócił do domu – Gunter
- 2019: Asteriks i Obeliks: Tajemnica magicznego wywaru – Panoramiks
- 2019: Sekretny świat kotów – Stary kocur
- 2018: Wodnikowe Wzgórze – Ostrężnik
- 2018: Mowgli: Legenda dżungli – Vihaan
- 2018: Zabójcze maszyny
- 2018: Miśków 2-óch w Nowym Jorku – Burmistrz
- 2018: Tomek i przyjaciele: Wielki świat! Wielkie przygody! – Tobik
- 2018: Robin Hood: Początek – Kardynał
- 2018: Misja Yeti – Taylor
- 2018: Fantastyczne zwierzęta: Zbrodnie Grindelwalda – Arnold Guzman
- 2018: Chilling Adventures of Sabrina – Daniel
- 2018: Lego DC Super-Villains – Trigon
- 2018: Wojownicze Żółwie Ninja: Ewolucja – Splinter
- 2018: Zegar czarnoksiężnika – Isaac Izard
- 2018: Księżniczka i smok – Baltazar
- 2018–2021: Paradise PD – Stanley Hopson
- 2018: Jak zostać czarodziejem
- 2018: An American Girl Story – Melody 1963: Love Has to Win – Frank Ellison
- 2018: Co w trawie piszczy – Sfinks
- 2018: Odlotowy nielot – Gwidon
- 2018: Han Solo: Gwiezdne wojny – historie
- 2018: Detroit: Become Human – Carl Manfred
- 2018: Kong: Król małp – Braig
- 2017: Gantz:O –
  - Nurarihyon,
  - Nurari
- 2017: Hotel Transylwania – Wujek Gieniek
- 2017: Taran i magiczny kocioł – Flewddur Fflam
- 2017: Destiny 2 – Mówca
- 2017: Bob Budowniczy: Mega pojazdy –
  - Ciężarówka,
  - Konrad
- 2017: Super Spark: Gwiezdna misja – Zhong
- 2017: Gang Wiewióra 2 – Heniek
- 2017: Transformers: Ostatni rycerz – Hound
- 2017: Miki i raźni rajdowcy – Pete
- 2017: Magiczne magiimiecze – Ralphio
- 2017: Alfa i Omega: Zima zła – Link
- 2017: Ozzy – Chester
- 2016: Sing –
  - Barry, goryl Big Daddy’ego
  - Lokaj
- 2016: Archer –
  - Bishop,
  - Whitey
- 2016: Wilk w owczej skórze – Magra
- 2016: Dishonored 2
- 2016: Battlefield 1
- 2016: Tomek i przyjaciele: Wielki wyścig – Porter
- 2016: Scooby-Doo! i WWE: Potworny wyścig – Michael Cole
- 2016: Sekretne życie zwierzaków domowych
- 2016: Kosmiczna jazda. Hau hau mamy problem – Doktor Mrał
- 2016: Strażnicy Galaktyki – Yondu Udonta
- 2016: Niech żyje król Julian – Barty
- 2016: Kong: Król małp – Braig
- 2016: Epoka lodowcowa 5: Mocne uderzenie – Teddy
- 2016: Kung Fu Panda: Tajemnice zwoju – mistrz Shifu
- 2016: Mrówka Z – generał Żuwaczka
- 2016: Niesamowity świat April
- 2016: Warcraft: Początek – Gul’Dan
- 2016: Alicja po drugiej stronie lustra – Absolem
- 2016: X-Men: Apocalypse
- 2016: Dzielny kogut Maniek – Corlejajone
- 2016: Ratchet & Clank
- 2016: Łowca i Królowa Lodu
- 2016: Batman v Superman: Świt sprawiedliwości
- 2016: Bogowie Egiptu – Ra
- 2016: Potwory kontra Obcy: Wielka ucieczka B.O.B.-a – generał W.R. Monger
- 2016: Zwyczajny film – Hop
- 2015: Turbo
- 2015: Rise of the Tomb Raider
- 2015: Scooby-Doo i Kiss: Straszenie na scenie
- 2015: Doraemon: Zielona planeta – Shiraa
- 2015: Doraemon: Ludzie wiatru – Yaku
- 2015: Pewien zwariowany rejs
- 2015: Alfa i Omega: Legenda Zębatej Jaskini
- 2015: Ernest i Celestyna – Ernest
- 2015: Tearaway Unfolded – Zielone światło
- 2015: Penn Zero – bohater na pół etatu – Professor Evil Professor
- 2015: Fantastyczna Czwórka
- 2015: Everybody’s Gone to the Rapture – Graeme Sampson
- 2015: Scooby Doo i plażowy potwór – Grafton Brownstone
- 2015: Imperium robotów. Bunt człowieka – Wayne
- 2015: Twierdza: Krzyżowiec II
- 2015: Kholat
- 2015: Heroes of the Storm –
  - Abatur,
  - Kharazim
- 2015: Babcia rabuś
- 2015: Rechotek – Strażnik
- 2015: Wiedźmin 3: Dziki Gon –
  - Vesemir,
  - Talar
- 2015: Scooby-Doo!: Pora księżycowego potwora – Sly Baron
- 2015: Sekrety morza – Kierowca
- 2015: Avengers: Czas Ultrona – Baron Wolfgang von Strucker
- 2015: Żółwik Sammy i spółka – Ray
  - Cezary
- 2015: The Order: 1886
- 2015: SpongeBob: Na suchym lądzie
- 2015: Dying Light –
  - Erol Asani,
  - Firkin Gursel
- 2015: Exodus: Bogowie i królowie – Nun
- 2014: Franklin i przyjaciele: Polarny podróżnik – tata Pipa
- 2014: Poszukiwacze świętego Mikołaja
- 2014: Tomek i przyjaciele: Opowieść o odwadze –
  - sir Robert Norramby,
  - Porter
- 2014: Geronimo Stilton – profesor von Volt (seria druga)
- 2014: Misja Lanfeusta – Plomynthe
- 2014: Star Wars: Rebelianci
- 2014: Grzmotomocni – dyrektor Manbeck
- 2014: Kosmoloty – pan Sęp
- 2014: Zaginięcie Ethana Cartera – Paul Prospero
- 2014: Kogut Kukuryku – doktor Milot
- 2014: Wojownicze Żółwie Ninja
- 2014: Gang Wiewióra – Heniek
- 2014: Transformers: Wiek zagłady – Hound
- 2014: Jak wytresować smoka 2 – Stoik Ważki
- 2014: Team Hot Wheels – Larry
- 2014: Piotruś Królik – Tadek Borsuk
- 2014: Steven Universe – pan Smiley
- 2014: Zack i Kwak
- 2014: Wodogrzmoty Małe
- 2014: X-Men: Przeszłość, która nadejdzie
- 2014: Szeryf Kaja na Dzikim Zachodzie – Tio Tortuga
- 2014: Fred: Obóz obciachu – naczelnik obozu Dominatorów
- 2014: S.A.W. Szkolna Agencja Wywiadowcza (nowy dubbing) – Wielki Mistrz
- 2014: Niesamowity Spider-Man 2 – Norman Osborn
- 2014: Totalna Porażka: Plejada gwiazd – Szef kuchni
- 2014: Franklin i przyjaciele: Podwodna wyprawa – Kapitan Del
- 2014: Jej Wysokość Zosia: Pałac na wodzie – szambelan Bartłomiej
- 2014: Hotel 13 – profesor Magellan
- 2014: Wiedźmin 3: Dziki Gon – narrator
- 2014: Lego: Przygoda – Witruwiusz
- 2014: Kapitan Ameryka: Zimowy żołnierz
- 2014: Noe: Wybrany przez Boga
- 2014: Rio 2 – Rafael
- 2014: Syn Boży – Kajfasz
- 2013: Sly Cooper: Złodzieje w czasie – Pantera
- 2013: StarCraft II: Heart of the Swarm –
  - Abatur,
  - Dehaka,
  - Yagrdra
- 2013: God of War: Wstąpienie – Hades
- 2013: The Last of Us
- 2013: Battlefield 4 – László W. Kovic
- 2013: Minionki rozrabiają –
  - Eduardo,
  - El Macho
- 2013: Pokémon: Czerń i Biel: Przygody w Unovie i nie tylko – Ghetsis
- 2013: Przygody Donalda i Mikiego – Pit
- 2013: Kraina Lodu – król Arendell
- 2013: Hobbit: Pustkowie Smauga – Galion
- 2013: Klub przyjaciół Myszki Miki – Pit
- 2013: Czarodzieje kontra Obcy – Richard Sherwood
- 2013: Potwory kontra Obcy – generał W.R. Monger
- 2013: Jeździec znikąd – Barret
- 2013: Gra Endera – pułkownik Hyrum Graff
- 2013: Percy Jackson: Morze potworów – Hermes
- 2013: Tajemnica zielonego królestwa – Grub
- 2013: Jack pogromca olbrzymów – Fee
- 2013: Thor: Mroczny świat
- 2013: Sam i Cat
- 2013: Max Steel
- 2013: Sylwester i Tweety na tropie
- 2013: Przedszkolaki – narrator
- 2013: Smerfy 2 – Victor
- 2013: Tomek i przyjaciele: Tajemnica zaginionej korony – sir Robert Norramby
- 2013: Pokémon: Kyurem kontra Miecz Sprawiedliwości – Cobalion
- 2013: Jej Wysokość Zosia – szambelan Bartłomiej
- 2013: Jej Wysokość Zosia: Była sobie księżniczka – szambelan Bartłomiej
- 2013: Skubani – Strzała
- 2013: Blog na cztery łapy – Bennett
- 2013: South Park (druga wersja dubbingowa) –
  - Herbert Garrison (sezony I, XI-XIX, odc. 42, 78-79, 112 – pierwsza wersja, 118 – pierwsza wersja, 125 – pierwsza wersja, 129, 309),
  - Katataryba,
  - Richard Adler,
  - Morgan Freeman,
  - Peter Nelson,
  - Ojciec Maxi (sezony XII-XVII),
  - Marvin Marsh (sezony I, XI-XX, XXII, XXIV),
  - różne role
- 2012: Reality Fighters – pan Miyagi
- 2012: Risen 2: Mroczne wody –
  - Carter,
  - Webster,
  - Mercutio,
  - Aguilar,
  - Severin
- 2012: Diablo III – Mnich
- 2012: Medal of Honor: Warfighter – Sa’ad al Din
- 2012: Hitman: Rozgrzeszenie – Blake Dexter
- 2012: PlayStation All-Stars Battle Royale – narrator
- 2012: The Elder Scrolls V: Skyrim – Dawnguard – Arcykurator Vyrthur
- 2012: Twisted Metal – pastor
- 2012: Violetta – Ojciec Tomasa
- 2012: Nawet nie wiesz, jak bardzo Cię kocham – Tata Małego Brązowego Zajączka
- 2012: Supa Strikas: Piłkarskie rozgrywki
- 2012: Piraci!
- 2012: Jeźdźcy smoków – Pleśniak
- 2012: Kopciuszek. Inna historia – Siwy Dymek
- 2012: Nie-przyjaciele
- 2012: Szpiedzy w Warszawie – Wiktor Rozen
- 2012: ParaNorman – sędzia Hopkins
- 2012: Hotel Transylwania
- 2012: Asterix i Obelix: W służbie Jej Królewskiej Mości – Juliusz Cezar
- 2012: Ben 10: Zniszczyć wszystkich kosmitów – Max
- 2012: Zwierzęta w bieliźnie – Octo
- 2012: Tron: Rebelia – generał Tesler
- 2012: Ben 10: Omniverse – Max
- 2012: Ralph Demolka – Clyde
- 2012: Dino mama
- 2012: Życie Pi – Dorosły Pi Patel
- 2012: Żółwik Sammy 2 – Manuel
- 2012: Pinokio – Świerszcz
- 2012: Gdzie jest Gwiazdka? – Północny wiatr
- 2012: Mój drogi Dracula – Dracula
- 2012: Tomek i przyjaciele: Tajemnica Niebieskiej Góry – Oskar
- 2012: Hobbit: Niezwykła podróż – Troll Tom
- 2012: Mega Spider-Man – Agent/Dyrektor Coulson
- 2012: Madagaskar 3 – Vitaly
- 2011: Wiedźmin 2: Zabójcy królów –
  - Mantas Barut,
  - Baron Ravanen Kimbolt,
  - Posłaniec Talara
- 2011: Ratchet & Clank: 4 za jednego – Komandor Spog
- 2011: 1812: Serce Zimy – Timur
- 2011: Might & Magic Heroes VI –
  - Kenta,
  - Ulagan,
  - Ishtvan,
  - Kilburn,
  - Ludzie z tłumu,
  - Żarłacz
- 2011: Crysis 2 – Żołnierz C.E.L.L. rozmawiający przez radio
- 2011: Killzone 3 – Kowalski
- 2011: The Elder Scrolls V: Skyrim – Molag Bal
- 2011: Kung Fu Panda: Legenda o niezwykłości – Shifu
- 2011: Battlefield 3 – agent CIA Whistler
- 2011: Franklin i przyjaciele – Pan Sowa
- 2011: Auta 2 – Tugboat
- 2011: Planeta Sheena – Cesarz
- 2011: Sherlock Jak –
  - Marabut,
  - Grizzly,
  - Tygrys,
  - Goryl,
  - Stary Koń
- 2011–2012: Power Rangers Samurai – Mistrz Xandred
- 2011: Leonardo – Eduardo
- 2011: Gnomeo i Julia – Pan Kapolecki
- 2011: Nie ma to jak bliźniaki: Film –
  - Donald Spaulding,
  - Ronald Spaulding
- 2011: Wymiatacz
- 2011: Muppety – Tex Richman
- 2011: Rio – Rafael
- 2011: Pora na przygodę! – Starożytny Tandem Wojennego Słonia
- 2011: Gormiti –
  - Łowca Myśli (odc. 18, 24),
  - Magmion (odc. 23),
  - Stary Mędrzec (odc. 25)
- 2011: Giganci ze stali – Marvin
- 2011: Heca w zoo – Goryl Bernie
- 2011: Pan Popper i jego pingwiny – Yates
- 2011: Rango – Grzechotnik Jack
- 2011: Liceum Avalon – Tata Allie
- 2011: Gwiezdne wojny: część VI – Powrót Jedi – Obi-Wan Kenobi
- 2011: Gwiezdne wojny: część V – Imperium kontratakuje – Obi-Wan Kenobi
- 2011: Gwiezdne wojny IV: Nowa nadzieja – Obi-Wan Kenobi
- 2010: Arcania: Gothic 4 –
  - Willem,
  - Varald,
  - Vultus
- 2010: Artur i Minimki 3. Dwa światy
- 2010: Zaplątani – kapitan straży
- 2010: Opowieści z Narnii: Podróż Wędrowca do Świtu
- 2010: Ostatni władca wiatru – Smok
- 2010: Lego: Clutch Powers wkracza do akcji – Mallock Okrutny
- 2010: Brat zastępowy – Profesor Pearson
- 2010: Safari 3D – Sokrates
- 2010: Mass Effect 2 – Zwiastun
- 2010: The Settlers 7: Droga do królestwa – narrator
- 2010: Biała i Strzała podbijają kosmos – Doktor Mrał
- 2010: Różowa Pantera i przyjaciele
- 2010: Jak ukraść księżyc – Pan Perkins
- 2010: Shrek Forever – Brogan
- 2010: Fanboy i Chum Chum – woźny Poopatine
- 2010: Disco robaczki – Pastewny
- 2010: God of War III – Hades
- 2010: Jak wytresować smoka – Stoik Ważki
- 2010: Alicja w Krainie Czarów – Absolem
- 2010: Bakugan: Młodzi wojownicy – Król Zenoheld
- 2010: Marmaduke – pies na fali
- 2010: My Little Pony: Przyjaźń to magia –
  - Ahuizotl,
  - Cranky Doodle Osioł
- 2010: Scooby Doo i Brygada Detektywów –
  - Barty Blake,
  - Rzecznik Kipple (odc. 29),
  - prof. Enrique Andelusossa (odc. 49)
- 2010: Camp Rock 2: Wielki finał – Axel
- 2010–2013: Victoria znaczy zwycięstwo – Dickers
- 2010: Pound Puppies: Psia paczka
- 2010–2013: The Looney Tunes Show – Dr Weisberg
- 2010: Ben 10: Ultimate Alien –
  - Max Tennyson,
  - Terrawiatr,
  - Trukk,
  - Król Xarion,
  - Victor,
  - Ojciec Julii
- 2010: Zwyczajny serial – Hop
- 2010: Kapitan Biceps – Pan Prezydent
- 2010: Aaron Stone – Rozbity
- 2010: Totalna Porażka w trasie – szef kuchni
- 2009: Disciples III: Odrodzenie –
  - Opętany,
  - Czarnoksiężnik,
  - Złodziej,
  - Demonolog
- 2009: League of Legends –
  - Demoniczny Tryndamere,
  - Renekton,
  - Gragas,
  - Pantheon,
  - Cho'Gath dżentelmen,
  - Brolaf,
  - Singed,
  - Tryndamere,
  - Rammus,
  - Kassadin,
  - Karthus,
  - Skarner,
  - Warwick,
  - Trundle
- 2009: Hot Wheels: Battle Force 5 – Hatch
- 2009: Bionicle: Odrodzenie legendy – Ackar
- 2009: Planeta 51
- 2009: Opowieść wigilijna
- 2009: Plan Totalnej Porażki – szef kuchni
- 2009: Jonas – Tom Lucas
- 2009: Dragon Age: Początek –
  - Opryszek Berahta,
  - Gregor,
  - Rzeźbiarz Wspomnień,
  - Kasch,
  - Krasnoludzki handlarz
- 2009: Klopsiki i inne zjawiska pogodowe − Major Shalbourne
- 2009: Załoga G − Saber
- 2009: Hannah Montana: Film
- 2009: Potwory kontra Obcy: Dynie-mutanty z kosmosu − generał W.R. Monger
- 2009: Big Time Rush − Miles Bainbridge
- 2009: Ben 10: Obca potęga − Nadistota
- 2009: Zeke i Luther −
  - Sierżant Dingle,
  - Sumner Hathaway
- 2009: Potwory kontra Obcy − generał W.R. Monger
- 2009: Koralina i tajemnicze drzwi − Kot
- 2008: Prince of Persia – Ojciec Eliki
- 2008: Batman: Odważni i bezwzględni – Sardath
- 2008: Stacyjkowo – Hektor
- 2008: Pingwiny z Madagaskaru −
  - Max,
  - Hans
- 2008: Dzielny Despero − Roscuro
- 2008: Mów mi Dave
- 2008: Kung Fu Panda: Sekrety Potężnej Piątki
- 2008: Straspeed Szalony świat – Corsair Zero
- 2008: Łowcy smoków – Hector
- 2008: Piorun
- 2008: Małpy w kosmosie − Zartog / Hardkor
- 2008: WALL·E – Shelby Forthright
- 2008: Opowieści z Narnii: Książę Kaspian – Baron Podlizar
- 2008: Kroniki Spiderwick – Mulgarath
- 2007: Shrek Trzeci – Cyklop
- 2007: Mass Effect – admirał Steven Hackett
- 2007: Wielka rodzina – Pan Skrót
- 2007: Fineasz i Ferb – Pinhead Pierre
- 2007: Wyspa totalnej porażki – szef kuchni
- 2007: Rajdek – mała wyścigówka – Pan Gaźnikolo
- 2007: Na fali
- 2007: Shrek Trzeci
- 2007: Terra – generał Hemmer
- 2007: S.A.W. Szkolna Agencja Wywiadowcza
- 2007: Chop Socky Chooks: Kung Fu Kurczaki – Bubba
- 2007: Skunks Fu – Pawian
- 2007: Ben 10: Tajemnica Omnitrixa – Doktor Animo
- 2007: George prosto z drzewa – Małpa
- 2007: Film o pszczołach – Layton T. Montgomery
- 2007: Simpsonowie: Wersja kinowa – Homer Simpson
- 2007: Rodzinka Robinsonów – koleś w Meloniku
- 2007: Most do Terabithii – ojciec Jessa
- 2007: Wiedźmin –
  - Talar,
  - Vesemir,
  - krasnoludzki kowal,
  - kupiec
- 2006: Eragon – Hrothgar
- 2006: Neverwinter Nights 2 – Lord Cyran
- 2006: Happy Wkręt – Titelitury
- 2006: Zawiadowca Ernie – Osaka
- 2006–2007: Klasa 3000 – Dyrektor Luna
- 2006: Fantastyczna Czwórka – Filip Masters/Władca Marionetek (odc. 9)
- 2006: Sezon na misia
- 2006: Wpuszczony w kanał
- 2006: Eragon – Hrothgar
- 2006: Skatenini i Złote Wydmy – wielbłąd Bigob
- 2006: Po rozum do mrówek
- 2006: Lampy Podłogowe i tajemnicza wyspa – Gderliwy
- 2006: Krowy na wypasie – Miles
- 2006: Dżungla – Blag
- 2005–2008: Ben 10 – Benvicktor
- 2005–2008: Nie ma to jak hotel –
  - Pastor,
  - George,
  - Konferansjer
- 2005: Kraina Elfów
- 2005–2008: Awatar: Legenda Aanga
- 2004: Augustus: W służbie Cezara – Strażnicy
- 2004: Klub Winx − Bankier
- 2004–2007: Danny Phantom – Skulker
- 2003–2005: Sekretny świat misia Beniamina
- 2003–2004: Zakręceni gliniarze – Dobbs
- 2003: El Cid – legenda o mężnym rycerzu
- 2003: Autobusy – Rysio
- 2002: Kropelka – przygody z wodą – Nimbus
- 2001: Przygoda z piratami – Glen Woods
- 2000: Tego już za wiele – Dimitri Denatos
- 1999–2004: Rocket Power – Stimpleton
- 1998: Eckhart – mysz o wielkim sercu – Bosman
- 1990: Pinokio – narrator
- 1988–2005: Nowy Testament (pierwsza wersja dubbingowa)

## Inne
- 2002: Kropelka – przygody z wodą – współautor tekstów piosenek (wraz z Igorem Kujawskim)
- 2012: Audiobook Blade Runner. Czy androidy śnią o elektrycznych owcach – Merser
- 2017: Audiobook Tysiącletnia Wojna: Opowieść o Allerii i Turalyonie – narrator